# Sabrina Petraglia
Sabrina Petraglia Balsalôbre (São Paulo, 16 de abril de 1983) é uma atriz brasileira. Conhecida nacionalmente por interpretar a doce Shirlei em Haja Coração na Rede Globo.

## Biografia
Ela é filha de Eduardo D’Auria Balsalôbre e Sonia Aparecida Penha Petraglia Balsalôbre, e irmã de Eduardo Petraglia Balsalôbre.
Em 1990, começou a fazer teatro aos sete anos de idade na escola. Se formou em bacharel de Comunicação em Multimeios (na turma de 2001-2004) pela PUC-SP, exerceu a profissão, porém, desistiu para atuar. Em 2009, se formou como atriz pela Escola de Arte Dramática.

## Carreira artística
Até 2009, assinava o seu nome artístico como Sabrina Balsalôbre. A sua primeira aparição na televisão foi em 2010 na novela Uma Rosa com Amor, do SBT, em que atuou ao lado de nomes como Carla Marins, Betty Faria, Mônica Carvalho, Jussara Freire, Edney Giovenazzi, entre outros. Em 2011, fez uma participação em Passione.
Em 2013, participou da novela Flor do Caribe. Como a psicóloga Simone
Em 2014, integrou o elenco da novela Alto Astral da TV Globo, interpretando Itália, uma enfermeira que sofria após ter um vídeo íntimo exposto na internet, sendo o papel que deixou a atriz nacionalmente conhecida.
Em 2016, Sabrina integrou o elenco principal da telenovela brasileira Haja Coração da TV Globo, um reboot de Sassaricando, onde interpretou Shirlei, uma garota deficiente e que fez par com o personagem do ator Marcos Pitombo.
Em 2017, esteve no elenco de Tempo de Amar como a feminista Olímpia, onde fez par romântico com Marcello Melo Jr.. Entre 2020 e 2021, interpretou a administradora de empresas Micaela em Salve-se Quem Puder.
Em 2024, pela primeira vez desde a mudança de residência para Dubai, nos Emirados Árabes Unidos, Sabrina retornou ao Brasil para as gravações da reta final de Família É Tudo, o papel de Maya de Osma marca a quarta parceria da atriz com o autor Daniel Ortiz.

## Vida Pessoal
Em abril de 2018, se casou em uma cerimônia religiosa na Igreja Nossa Senhora da Lapa, na cidade de São Paulo, com o engenheiro chileno Ramón Velázquez, com quem namorava por 5 anos.
No dia 1 de Maio de 2019, Sabrina deu a luz ao seu primeiro filho: o Gael Balsalôbre Velázquez, nascido com 2.890 kg, no Hospital e Maternidade São Luiz Itaim na cidade de São Paulo. O bebê nasceu prematuro e precisou ficar 19 dias na UTI neonatal do hospital.
Em Junho de 2020, anunciou que estava a espera da segunda filha.

## Filmografia

### Televisão
| Ano       | Título              | Personagem                 | Notas                     |
| --------- | ------------------- | -------------------------- | ------------------------- |
| 2010      | Uma Rosa com Amor   | Tereza Petroni (Terezinha) |                           |
| 2011      | Passione            | Sandra (Sandrinha)         | Episódio: "13 de janeiro" |
| 2013      | Flor do Caribe      | Simone                     |                           |
| 2014      | Alto Astral         | Itália Pereira             |                           |
| 2016      | Haja Coração        | Shirlei Rigoni Di Marino   |                           |
| 2017      | Tempo de Amar       | Olímpia Gomes da Rocha     |                           |
| 2019      | Pico da Neblina     | Nanda                      |                           |
| 2020-2021 | Salve-se Quem Puder | Micaela Santamarina        |                           |
| 2024      | Família É Tudo      | Maya de Osma               |                           |

### Cinema
| Ano  | Título         | Personagem         | Nota           |
| ---- | -------------- | ------------------ | -------------- |
| 2009 | Interação      |                    | Curta-metragem |
| 2010 | O Filho        | Sílvia             | Curta-metragem |
| 2016 | Deixe-me Viver | Drª. Kelly Gravado |                |

## Teatro
| Ano     | Título                        |
| ------- | ----------------------------- |
| 2007–08 | Os Náufragos da Rua Constança |
| 2009    | O Colecionador de Crepúsculos |
| 2010–11 | Pororoca                      |
| 2011    | Avalon                        |
| 2012    | Pífaro, Uma Fábula Musical    |
| 2013    | B.O. Uma Lenda Urbana Humana  |
| 2015    | A Lenda do Vale da Lua        |

## Prêmios e indicações
| Ano  | Prêmio                    | Categoria                           | Trabalho     | Resultado |
| ---- | ------------------------- | ----------------------------------- | ------------ | --------- |
| 2016 | Prêmio Extra de Televisão | Melhor Atriz Coadjuvante            | Haja Coração | Indicada  |
| 2016 | Prêmio Gshow              | Shipp do Ano (junto Marcos Pitombo) | Haja Coração | Indicada  |
| 2016 | Troféu UOL TV e Famosos   | Revelação da Televisão              | Haja Coração | Indicada  |
| 2017 | Troféu Internet           | Melhor Atriz                        | Haja Coração | Indicada  |